# Ернст Фішер
Ернст Фішер (нім. Ernst Fischer; 20 лютого 1921, Обердорла — ?) — німецький офіцер-підводник, оберлейтенант-цур-зее крігсмаріне.

## Біографія
16 вересня 1939 року вступив на флот. З 13 листопада 1941 року — 2-й вахтовий офіцер на підводному човні U-596. В березні-квітні 1943 року пройшов курс командира човна. З травня 1943 року — командир U-30, з 2 грудня 1943 року — U-821, з 1 січня 1944 по листопад року — U-749, з 16 січня по 1 травня 1945 року — U-3006. В травні був взятий в полон. З грудня 1945 року звільнений.

## Звання
- Кандидат в офіцери (16 вересня 1939)
- Морський кадет (1 лютого 1940)
- Фенріх-цур-зее (1 липня 1940)
- Оберфенріх-цур-зее (1 липня 1941)
- Лейтенант-цур-зее (1 березня 1942)
- Оберлейтенант-цур-зее (1 жовтня 1943)

## Нагороди
- Залізний хрест
  - 2-го класу (4 жовтня 1942)
  - 1-го класу (березень 1943)
- Нагрудний знак підводника (16 листопада 1942)